# Anthiphula semifulva
Anthiphula semifulva es una especie de  coleóptero de la familia Chrysomelidae.
Fue descrita científicamente por primera vez en 1892 por Jacoby.